# Mare de Déu del Roser de Pujol
La Mare de Déu del Roser de Pujol era una església del poble de Pujol, a l'antic terme municipal de Peramea, i de l'actual de Baix Pallars, a la comarca del Pallars Sobirà.
Està situada en el sector sud-oest del poble de Pujol. Actualment és en ruïnes.